# 上约克内阿姆

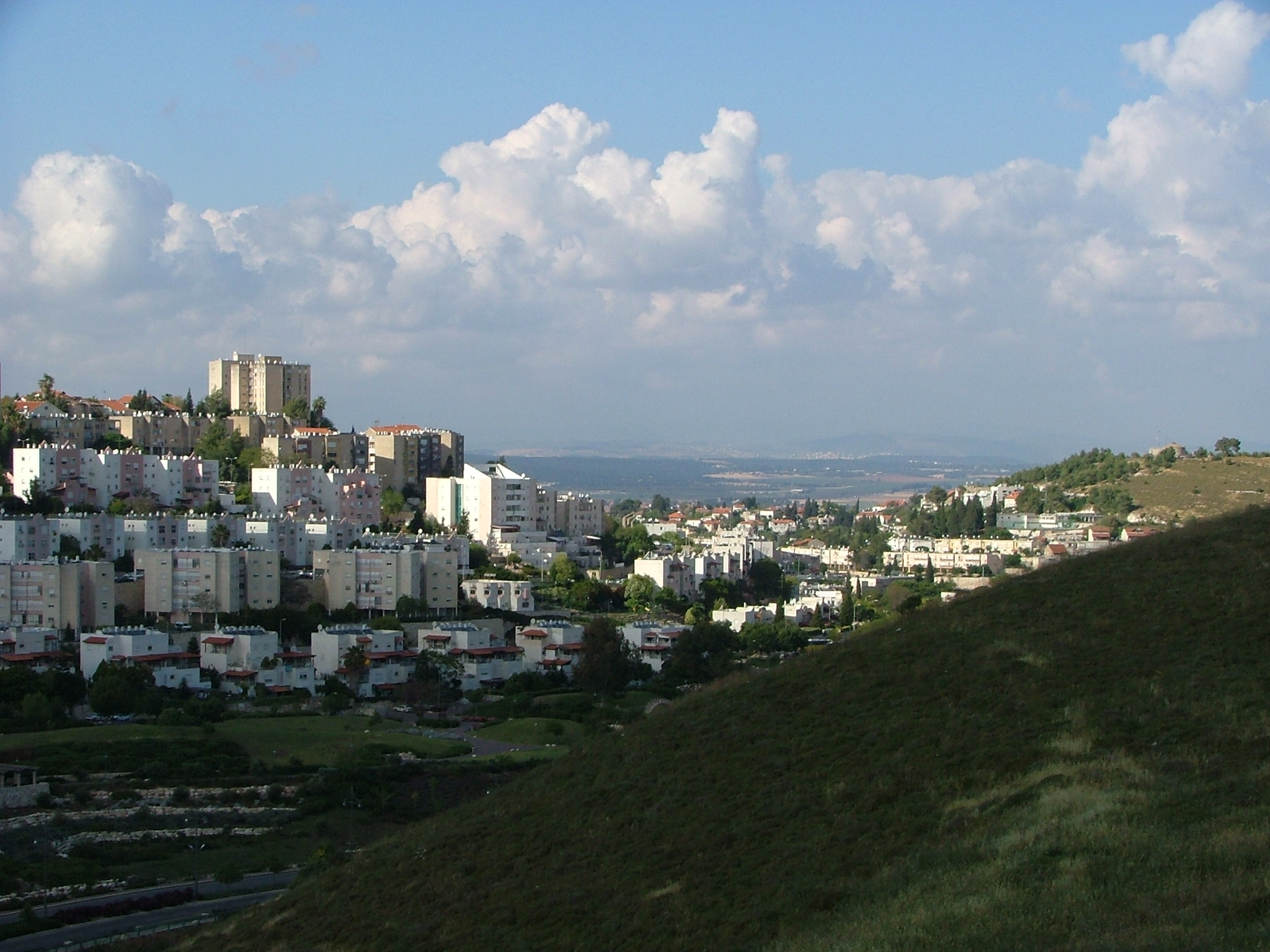

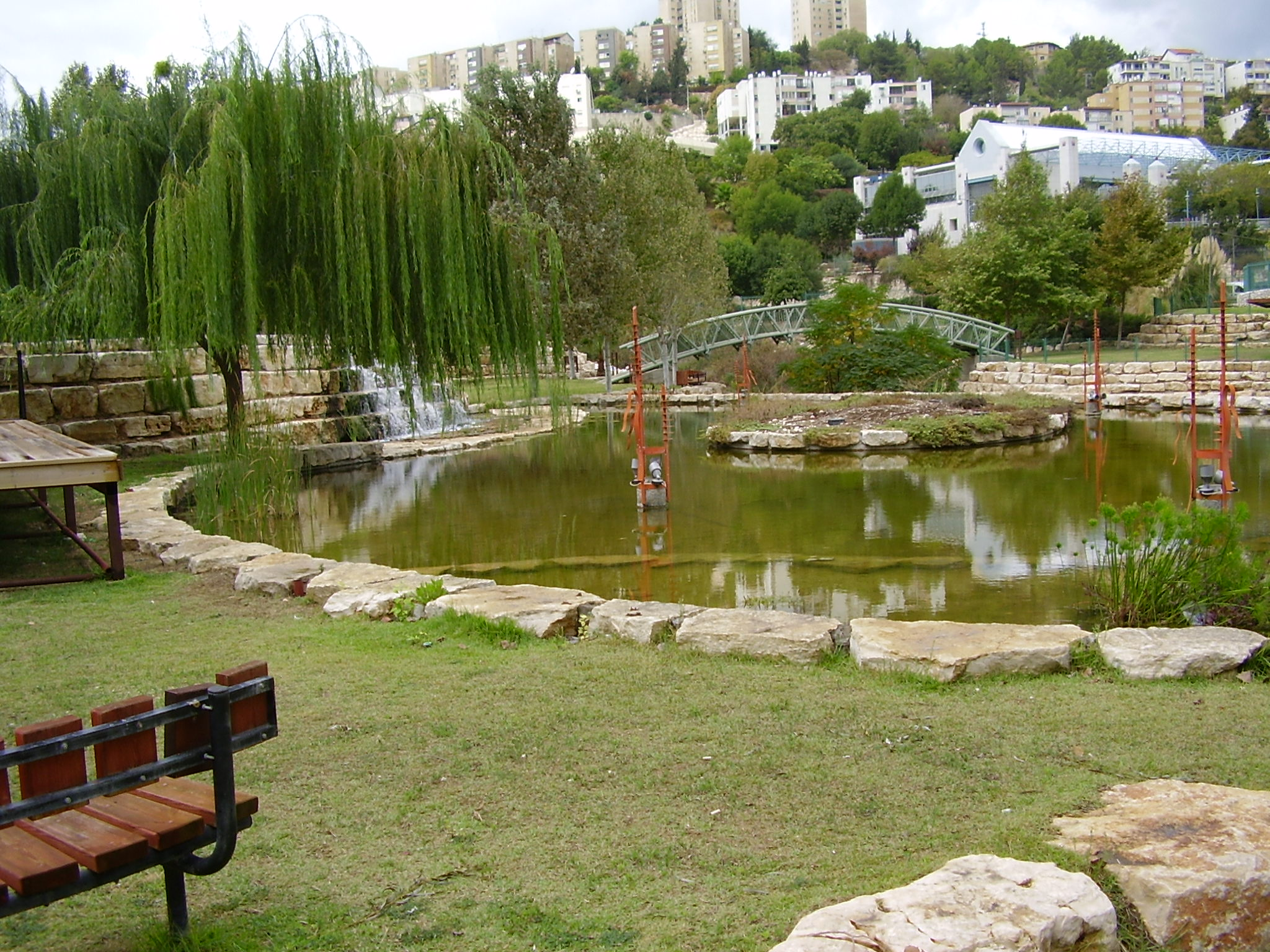

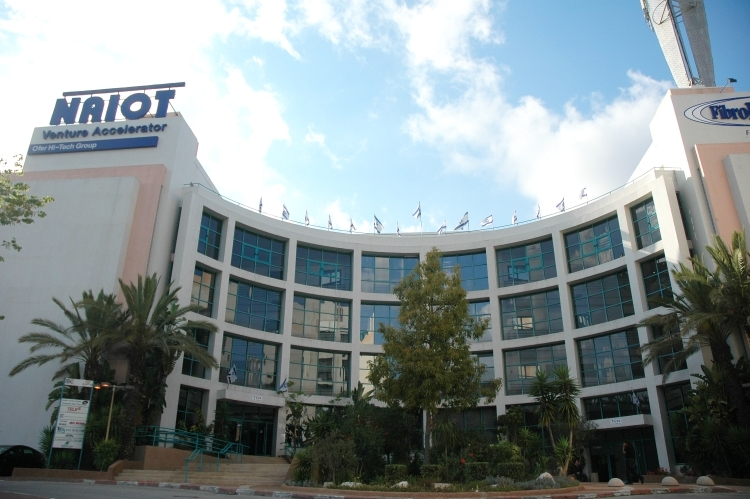

上约克内阿姆（希伯來語：יָקְנְעָם עילית）是以色列的城市，位於該國北部，距離特拉維夫80公里，由北部區負責管轄，面積7.39平方公里，海拔高度166米，2012年人口18,700，人口密度每平方公里2,530人。

## 友好城市
- 法國 蒙托邦

## 外部連結
- Partnership 2000 Yokneam-Megiddo（页面存档备份，存于）
- Regional Development Unit for Yokneam-Megiddo
- Population figures from the Israel Central Bureau of Statistics（页面存档备份，存于）